# Науменко Володимир Павлович
Володи́мир Па́влович Нау́менко (7 (19) липня 1852, Новгород-Сіверський — 8 липня 1919, Київ) — український педагог, філолог, громадський діяч, журналіст.
У березні 1917 року протягом двох тижнів тимчасово очолював Українську Центральну Раду до повернення із заслання Михайла Грушевського. Потім відмовився увійти до Центральної Ради. Міністр освіти та мистецтв в останньому уряді гетьмана Павла Скоропадського з 14 листопада по 14 грудня 1918 року.
Заарештований 7 липня 1919 року ЧК, протягом 24 годин засуджений та розстріляний за «контрреволюційну діяльність». Реабілітований 13 грудня 1991 року.

## Життєпис

### Походження і родина

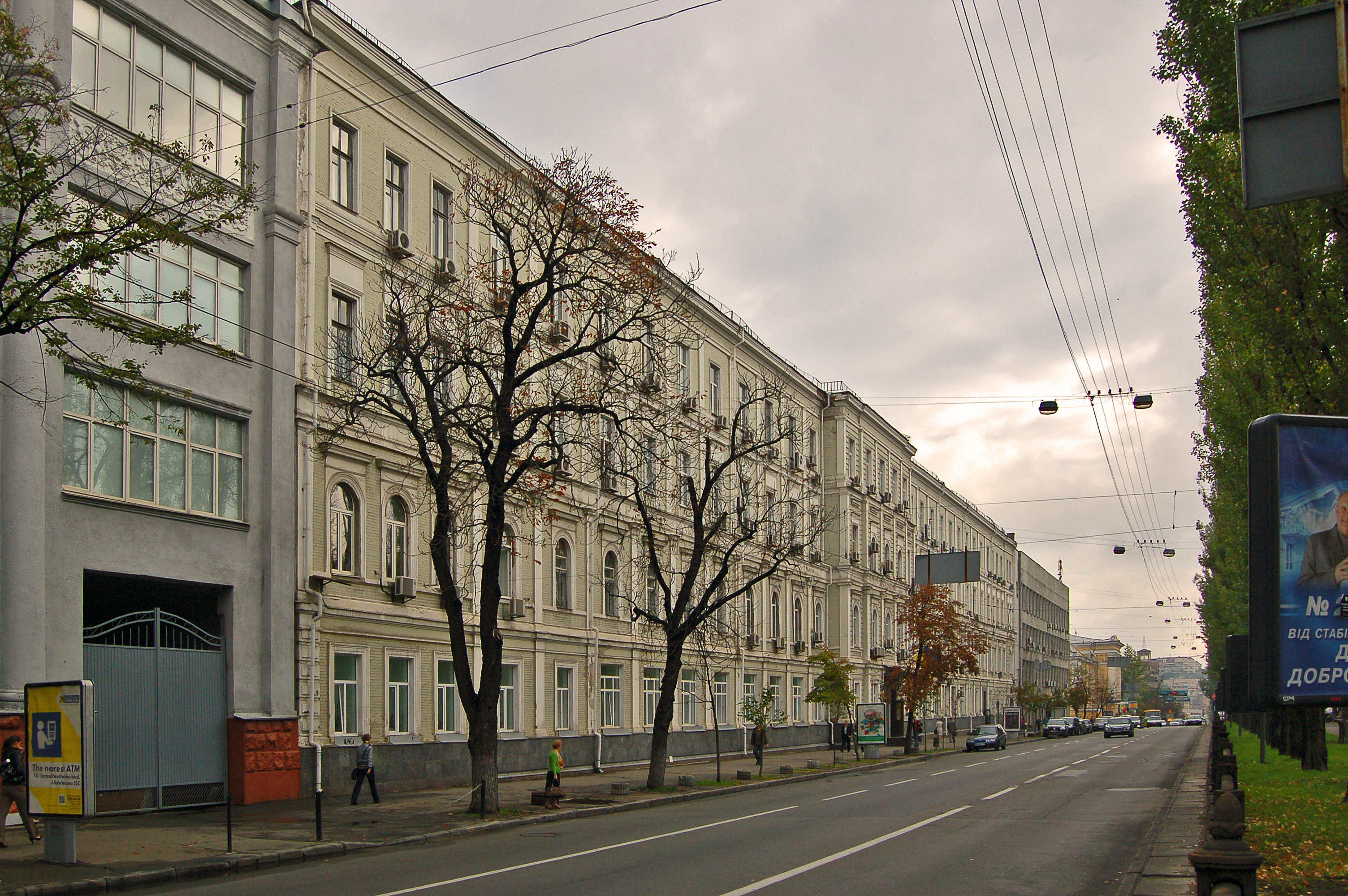
Колишнє приміщення Другої київської гімназії, де навчався, а згодом і вчителював Володимир Науменко

Народився 19 липня 1852 року в Новгороді-Сіверському, де батько Павло Осипович Науменко працював директором гімназії.
Про свій родовід Науменко писав так:
Родовід свій я знаю слабо: відомо мені тільки, що дід мій, котрого я ніколи не бачив, як казали, був надзвичайно здібною людиною і тонким політиком, що служив у лубенському повітовому суді, протягом тривалого часу займаючи посаду секретаря. 
Дитинство провів у Новгороді-Сіверському і Білій Церкві, а з 1861 року й до смерті жив у Києві. 1868 року закінчив Другу київську гімназію. У гімназії Науменко вчився разом з Олександром Русовим, з яким дружив усе життя. Важливим для формування світогляду Науменка було знайомство з батьковим другом, українським енциклопедистом Михайлом Максимовичем. 12 вересня 1869 року Володимир Науменко був зарахований «своєкоштним» слов'яно-російського відділення історико-філологічного факультету Київського університету, який він закінчив 31 травня 1873 року. Зразу після університету Науменко працював у підготовчому класі рідної Другої київської гімназії.
18 жовтня 1874 року Володимир Науменко одружився з Вірою Миколаївною Шульгіною, сестрою відомого історика Я. М. Шульгіна, яка на той час уже закінчила Київський інститут шляхетних дівчат і за відмінне навчання була нагороджена «малим золотим шифром імператриці Марії Олександрівни». Вони щасливо прожили протягом 45 років, викохавши двох синів — Сергія та Павла.

### Український національний рух
Життя В. П. Науменка було тісно пов'язане з українським національним рухом. На початку 1870-х він став членом київської «Старої громади», з 1875 року — її скарбником, з 1876 року увійшов до складу так званої групи дванадцяти — тих членів «Старої громади», які після видання Емського указу прийняли рішення перенести свою діяльність за кордон. Науменко редагував матеріали перед їхнім відправленням за кордон до Михайла Драгоманова, який займався питаннями друку цих матеріалів у женевській друкарні. З початку 1900-х років Науменко фактично очолював «Стару громаду». Він також активно працював у Південно-Західному відділі Російського географічного товариства, створеному 1873 року за ініціативи членів «Старої громади». У 1906—1910 роках Науменко був активним членом київської «Просвіти». 1902 року придбав на своє ім'я ділянку землі, на якій знаходилася могила Тараса Шевченка, і взяв на себе всі клопоти з упорядкування і догляду за нею.

### Журналістика

Обкладинка часопису «Кіевская старина» за часів редакторства Науменка

У 1893–1906 роках Науменко працював на посаді головного редактора, а з 1902 року — ще й видавця щомісячного історико-етнографічного та літературного журналу «Кіевская старина» (Київська минувшина). Автор 115 журнальних публікацій.
За часів Науменка «Киевская старина» з суто науково-популярного видання поступово перетворюється на орган українофільства, на сторінках якого розгортається боротьба за вільний розвиток української літератури, з'являються статті, що характеризують політичну ситуацію в Східній Україні (Наддніпрянщині), Галичині, Буковині.
У журналі публікувалися статті, в яких відстоювалося право українського народу на власну мову, а наприкінці 1890-х років журнал став учасником дискусії про самостійність української мови та літератури й про їхнє місце серед інших слов'янських мов. Відома полеміка, що її на сторінках журналу Науменко вів з Т. Д. Флоринським, який відмовлявся визнавати українську мову окремою мовою, а не «малоросійським наріччям» (пор.: Науменко В. Решен ли проф. Т. Д. Флоринским вопрос о книжной малорусской речи? // Киевская старина. — 1900. — No 1.).
Саме в результаті активних зусиль Науменка 1898 року журнал отримав дозвіл на публікацію художніх творів українською мовою та створення української друкарні; а ще через два роки було відкрито книгарню «Київської старовини».
Журналістська діяльність Науменка була пов'язана й з іншими періодичними виданнями: наприкінці 1870-х — початку 1880-х років він співпрацював з газетою «Труд», 1898 року брав участь у створенні газети «Киевские отклики», у 1905—1906 роках спільно з І. Лучицьким заснував газету «Свобода та право» — орган київського комітету партії кадетів. Наприкінці 1906 року він отримав свідоцтво на право видання в Києві журналу «Україна», який мав стати наступником «Київської старовини», однак видання було припинено вже наприкінці 1907 року.

### Педагогічна діяльність

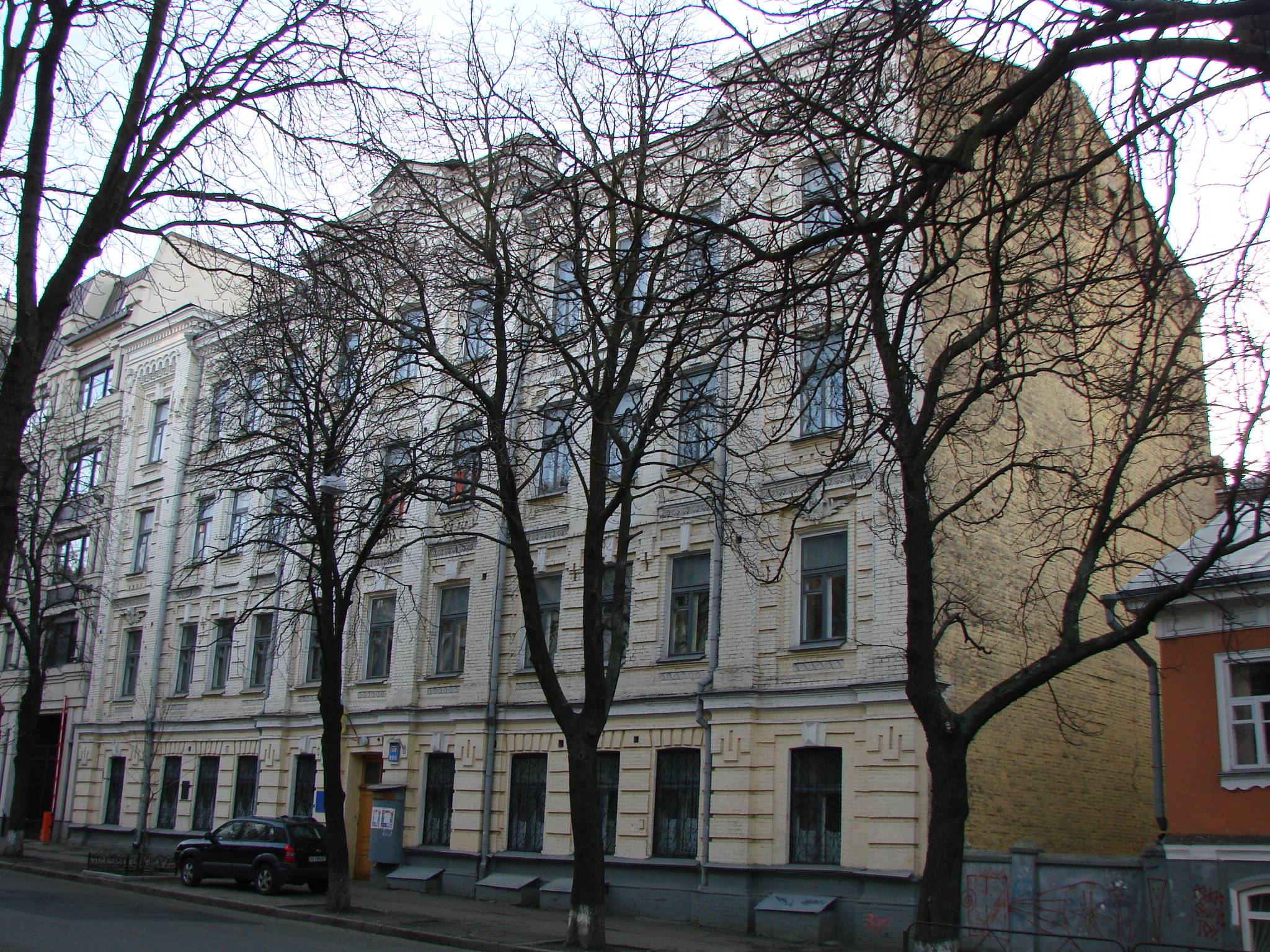
Гімназія Володимира Науменка, зараз — Школа мистецтв імені Михайла Вериківського

Володимир Науменко багато років працював гімназійним вчителем, викладав словесність у Другій київській гімназії, міністерській жіночій гімназії, колегії Павла Ґалаґана, Фундуклеївській жіночій гімназії і Володимирському кадетському корпусі.
1880 року Володимир Науменко, який вже мав достатній педагогічний досвід, був затверджений класним наставником Другої гімназії. 1882 року отримав чин колезького радника, а в 1883 року за відмінну службу в міністерській жіночій гімназії був нагороджений орденом Святої Анни IV ступеня. 1886 року за свою педагогічну діяльність отримав чин статського радника та орден Святого Станіслава II ступеня.
Крім двох згаданих гімназій, В. Науменко викладав також у Фундуклеївській жіночій гімназії (з 1889 р.) і Володимирському кадетському корпусі (з 1893 р). 1 січня 1893 року був нагороджений орденом Святої Анни II ступеня, а через чотири роки — орденом Святого Володимира IV ступеня. Ще через рік, 28 лютого 1898 року, був удостоєний звання заслуженого вчителя.
Володимир Павлович увійшов в історію української педагогіки не лише як блискучий вчитель-практик, але й як досвідчений методист-новатор і теоретик. Майже щороку від різних земських управ йому надходили запрошення очолити літні вчительські курси і він не відмовлявся. Він систематично проводив методичні заняття з педагогами недільних шкіл Київського товариства грамотності, головою якого він був у 1897—1907. Протягом багатьох років його запрошували перевіряти знання вихованців київських дитячих притулків. Ці своєрідні іспити В. Науменко перетворював на зразкові уроки не тільки для учнів, а в першу чергу для вчителів і вихователів.
В Інституті рукописів ім. В. І. Вернадського зберігаються тексти лекцій за різні роки, які Володимир Павлович Науменко читав учителям народних шкіл.
Володимир Науменко часто висловлював своє переконання, що найефективнішим шкільне навчання може бути лише тоді, коли воно ведеться рідною мовою дитини:
Найбільш нормальне навчання можливе за тих умов, коли воно відбуватиметься рідною мовою… Рідна мова дітей не повинна бути занедбаною, діти не мають права ставитися зневажливо до мови батька і матері
Саме тому він виступав за скасування Емського указу 1876 року про заборону використання української мови в школах. 1881 року він підготував для сенатора Половцева пам'ятну записку про необхідність повернення української мови в школу, однак в умовах реакції, що розгорнулася в Російській імперії після замаху на царя, про це не могло бути й мови.
1905 року Володимир Науменко відкрив власну приватну гімназію, яка вважалася однією з найкращих у місті. 1912 року вона стала базовою при Товаристві сприяння середній освіті. Свого часу в ній навчався М. Т. Рильський, який високо оцінював діяльність її директора.

Про педагогічний талант Науменка згадує літературознавець Мирон Петровський у зв'язку з його викладанням у колегії Павла Галагана (80-ті роки 19 ст.), аналізуючи вцілілі учнівські письмові роботи колегіанта Володимира Грабаря: 
У розподілі тем чітко простежується педагогічний задум. Спершу пропонуються теми простодушно-описові, побутові та початківськи літературні. З другого класу йдуть теми власне літературні — історичні й теоретичні, а також етичні. Що далі, в старших класах? Тут викладач вводить вихованця в коло тем, що їх інакше, як культурологічними, не назвеш, і вони всотують попередні, підіймають їх на вищий мислительний рівень, даючи учневі змогу розкрити себе, своє вміння самостійно мислити, підготовленість до розв'язання складних буттєвих проблем, розуміння смислу й конкретних ситуацій культури. 

### Українська мова
Науменко перший говорив про стан українського життя й українського слова з погляду академічного.

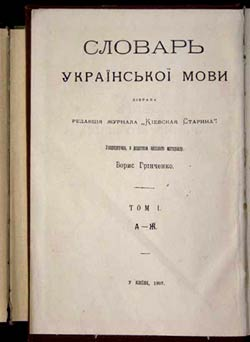
«Словарь української мови Грінченка», що мав би називатися «Словар Науменка і Грінченка»

1888 року Науменко підготував до друку свій «Опыт грамматики малорусского языка», проте цензура не пропустила цю працю. Науменкові довелося трохи схитрувати, і 1889 року праця таки була опублікована в Києві під назвою «Обзор фонетических особенностей малорусской речи». Науменко й далі працював над українською граматикою. 1917 року він видав невелику монографію «Загальні принципи українського правопису», а 1918 року — «Руководство для изучения украинского языка в русских школах». У той же час разом з Г. Житецьким, Є. Трегубовим та П. Стебницьким працював над «Просторим російсько-українським словником». Працював також у Правописній комісії Міністерства освіти, що її очолював Іван Огієнко. Результатом роботи комісії були «Найголовніші правила українського правопису», опубліковані 1918 року.
1905 року Науменко як один з експертів у складі української делегації вирушив до Петербурга, щоб переконати тодішнього прем'єр-міністра С. Вітте скасувати обмеження щодо української мови. Він брав участь у роботі комісії Академії наук, утвореної під головуванням академіка Ф. Е. Корша для обговорення за пропозицією Комітету міністрів питання про скасування обмежень українського друку. До комісії увійшли академіки В. В. Заленський, О. С. Лаппо-Данилевський, С. Ф. Ольденбург, А. С. Фамінцин, П. Ф. Фортунатов, О. О. Шахматов.
18 лютого 1905 року екстрені Загальні збори Академії наук обговорили доповідь комісії, написану О. О. Шахматовим. У доповіді була категорична вимога дозволити українському народу говорити публічно та друкуватися рідною мовою. Загальні збори Академії схвалили доповідь комісії. Доповідь та постанову Загальних зборів було надіслано до міністерства народної освіти, проте чиновники не дали цим документам ходу.
Ще на початку 1880-х років Науменко спільно з іншими членами «Старої громади» взявся за збір матеріалів для словника живої української мови. Наприкінці десятиліття Науменко та Є. Тимченко почали редагування зібраних матеріалів, а 1896 року за згодою керівника міністерства внутрішніх справ словник на перші дві літери алфавіту був розісланий передплатникам як безкоштовний додаток до журналу «Киевская старина».

Тривалий час основну роботу над словником безоплатно здійснював Науменко, та перевантаженість справами редакції і гімназії змусила його шукати собі помічника. Окрім того, стало відомо, що існує можливість подати Словник в Академію наук на здобуття премії Миколи Костомарова, тож справу слід було прискорити. Було створено комісію в складі Є. Тригубова, В. Бернштама та Є. Чикаленка, яка почала переговори з Борисом Грінченком. Борис Грінченко погодився довершити працю Науменка, Тимченка та інших громадівців за умови відповідної оплати та публікації словника тільки під одним своїм іменем. Стара Громада виділяла на оплату праці Грінченка 100 рублів на місяць та не погоджувалася з тим, що спільна праця буде підписана виключно іменем Грінченка. Євген Чикаленко писав у своїх спогадах: 
 На заголовку Словника мало не розбилися наші переговори… Грінченко напосідав на тому, що він сам зредагує всі літери, аби на заголовку стояло тільки одне його прізвище. Нам хотілося, щоб на словнику стояло і ім'я Науменка, бо він поклав на нього багато праці, і справедливість вимагає моральної заплати за ту безкорисну роботу протягом багатьох років. 
Лише за особистого наполягання Володимира Науменка договір з Грінченком таки було укладено, й словник вийшов у світ в 1907—1909 роках під іменем Грінченка. Щоправда, у передмові до словника Грінченко коротко описав історію його створення та згадав про внесок Науменка, Тимченка та інших.

### Літературознавство
Чимало наукових праць Науменка — з історії української літератури. Були опубліковані окремі розвідки про творчість Івана Котляревського, Григорія Квітки-Основ'яненка, Тараса Шевченка, Леоніда Глібова, Пилипа Морачевського та інших.
В останні роки життя Науменко публікував багато матеріалів з історії української літератури, що мали увійти до збірки під назвою «Пропілеї». Перший неповний варіант збірки було опубліковано ще за життя. Він одержав схвальні відгуки насамперед через використання наукових методів для аналізу історії української літератури XIX століття.
Науменко багато зробив для віднайдення й оприлюднення архівних документів, пов'язаних з українською історією та літературою, зокрема він розшукав і опублікував кілька автографів Тараса Шевченка.

### Фольклористика й етнологія
Науменко багато уваги приділяв вивченню українського фольклору. На думку академіка О. Пипіна, Володимир Науменко був одним з найвидатніших тогочасних етнографів.
Відомі дослідження Науменка українських народних дум, які здебільшого друкувались у «Київській Старовині».

### Організатор науки
1906 року Науменко став одним із засновників Українського наукового товариства в Києві. Тривалий час був заступником голови товариства Михайла Грушевського. 1913 року передав у дар Українському науковому товариству свою бібліотеку на кілька тисяч найменувань, серед яких було багато рідкісних видань.
На посаді міністра освіти уряду Скоропадського виступив одним з організаторів Всеукраїнської академії наук. Саме підпис Науменка стоїть під наказом про призначення В. Вернадського її президентом.

### Політична діяльність
4 (17) березня у Києві була сформована Українська Центральна рада, В. П. Науменка було обрано заступником її голови та покладено на нього обов'язки голови до повернення із заслання М. С. Грушевського, що був заочно обраний головою Центральної Ради. Проте, з поверненням Грушевського, Науменко здав повноваження та відмовився увійти до складу Центральної Ради, оскільки, за власними заявами, політика, а тим більше революційна діяльність, його ніколи не приваблювали.

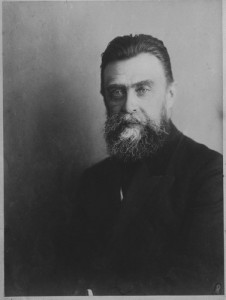
Володимир Науменко

На перших зборах відродженої київської «Просвіти» Науменко був обраний главою її тимчасового правління, зайняв посаду помічника першого українського попечителя Київського навчального округу М. Василенка (з літа 1917 року — попечителя округу). Ще в березні 1917 року Науменко надрукував у газеті «Киевская мысль» статтю «Націоналізація школи в Україні», в якій виклав свою програму українізації початкової, середньої та вищої школи.
І в цій статті, і в своїх численних виступах він закликав враховувати реальності, що склалися за кілька століть, — якщо українізацію сільських шкіл він вважав можливим розпочати негайно, то в містах з переважанням російської мови це слід було робити поступово, в міру підготовки необхідної кількості вчителів, які могли б викладати українською мовою.
У грудні 1917 року Науменко разом з іними членами «Старої громади» І. Лучицьким, В. Ігнатовичем, А. Десницьким, Г. Квятковським став засновником Української федеративно-демократичної партії. 1918 року входив до складу комітету при міністерстві віросповідань Української Держави, який займався перекладом українською мовою Святого Письма.
Улітку 1918 року міністр освіти Василенко пропонує гетьману Скоропадському запросити Науменка на роботу до Ради міністрів. 30 липня 1918 року Науменка було призначено членом Ради міністра народної освіти та мистецтва. У листопаді він прийняв пропозицію обійняти посаду міністра освіти. На цій посаді йому вдалося пропрацювати всього місяць, та за цей час він, зокрема, брав активну участь в формуванні керівництва новоствореної Всеукраїнської академії наук.
Після встановлення влади Директорії УНР Науменко повернувся до науково-педагогічної роботи.

### Загибель і посмертна реабілітація
Розстріл Науменка був, безперечно, найбільш кричущим злочином київської надзвичайки. Це був один з небагатьох людей, які користувалися абсолютно винятковою репутацією й були відомі всьому Києву, одне з небагатьох імен, яке вимовлялося не інакше, як з великою повагою. Якби йому дали померти своєю смертю, за його труною йшов би стотисячний натовп... І таку людину схопили та поспішили розстріляти через 24 години — щоб ніхто не встиг за нього заступитися.

6 лютого 1919 року Київ був захоплений військами Червоної армії. 7 липня Науменко був заарештований ЧК, допитаний слідчим В. Вітлицьким, засуджений та розстріляний уже наступного дня за звинуваченням у контрреволюційній діяльності. Довідавшись про арешт Науменка, 9 липня свій протест надіслали перший президент УАН академік В. І. Вернадський та секретар-академік А. Ю. Кримський, але вирок було вже виконано. Науменка розстріляв комендант ВУЧК Терехов. Разом з Науменком чекісти розстріляли також юриста Е. Ф. Богуцького та популярного київського адвоката С. Горбунова..
За радянського часу ім'я Науменка востаннє згадувалося в спогадах Софії Русової та Людмили Міщенко, які вийшли друком у 1929 році. Після того Науменко був викреслений з усіх радянських енциклопедій та підручників, його праці не перевидавалися, ім'я не згадувалося.
Утім, ще 1984 року будівлю, де містилась заснована ним гімназія, взято під охорону як пам'ятку історії. На охоронній дошці, встановленій тоді ж, є напис: «Колишня гімназія В. П. Науменка».
Архів Науменка потрапив до Всенародної бібліотеки України й частково зберігся. Зокрема, збереглася низка неопублікованих праць, написаних в останні роки життя.
Доля родини Володимира Науменка не з'ясована, припускають, що дружину і дітей також було репресовано.
Володимир Науменко похований у загальній могилі на Лук'янівському цвинтарі Києва. Реабілітований посмертно 13 грудня 1991 року.

## Вибрані публікації
- Известие о замечательном происшествии // Киевская старина, 1883 г., № 6, С. 224—228.
- Происхождение малорусской думы о Самойле Кошке // Киевская старина, № 6, 1883, С. 212—232.
- Новеллы Бокаччио в южно-русском пересказе XVII—XVIII вв. // Киевская старина, 1885, № 6, С. 273—289.
- Хронографы южно-русской редакции // Журнал Министерства народного просвещения, 1885, № 5.
- К литературе рождественских и пасхальных вирш // Киевская старина, 1888 г., № 1-3, С. 271—282.
- О задачах преподавания отечественной словесности: Речь, произнесённая на торжественном акте Киевской 2-ой гимназии 4 октября 1888 года. К., 1888;
- К истории открытия Немировской гимназии // Киевская старина. 1888. № 12;
- Обзор фонетических особенностей малорусской речи. К., 1889;
- О фонетических особенностях малорусской речи // Киев, 1889.
- Несколько данных о состоянии Киевского ученого округа в 1835 г. // Киев. старина. 1890. № 1;
- Памятник украинской литературы конца 18 века // Киевская старина, 1891 г., № 1, С. 154—161.
- Указ Киевского митрополитанского коллегиума о кулачных боях и вечерницах // Киев. старина. 1891. № 2, С. 317—320.
- Примерная программа преподавания русского языка в низших классах Киевской 2-ой гимназии. К., 1894;
- Справка о практических занятиях студентов по предмету российской словесности в первые годы жизни Университета св. Владимира // Киев. старина. 1894. № 4, С. 169—174.
- Александр Федорович Кистяковский (Биографический очерк с отрывком из рукописной автобиографии его) // Киев. старина, 1895 г., № 1, отд. 1, С. 1–43.
- «Слово о полку Игореве» как памятник дружинной поэзии древней Руси // Киевская старина, 1895, № 12
- Примерная программа преподавания русской словесности в курсе мужских классических гимназий. К., 1896;
- Коллегия Павла Галагана в Киеве // Киев. старина. 1896. № 12 ;
- Отчёт о занятиях на временных учительских курсах, устроенных Пирятинским земством в 1897 году, с 10 июня по 10 июля, по предмету обучения в школе родному языку // Пирятинское уездное земство: Пед. курсы в г. Пирятине. Сост. рук. курсов В. П. Науменком и М. Ф. Базаревичем. Полтава, 1898;
- Книжная речь у малороссов и русинов // Киевская старина. — 1899. — № 1, С. 134—142.
- Решен ли проф. Т. Д. Флоринским вопрос о книжной малорусской речи? // Киевская старина. — 1900. — № 1.
- Памяти В. С. Гнилосырова // Киевская старина. — 1901. — Т. 72. — № 2. Отд. 1. — С. 301—307.
- Из бесед воспитателя со своим отделением // Пед. сб. 1901. № 4;
- Какая история нужна в средней школе // Пед. сб. 1904. № 8, 9;
- К украинскому вопросу // Киев. старина. 1905. № 5;
- До історії указа 1876 року про заборону українського письменства // Україна. 1907. № 5;
- Найближчі відгуки указа 1876 року про заборону українського письменства // Україна. 1907. № 6;
- Листи Я.Головацького до М.Максимовича та Платона Лукашевича. — ЗУНТК, 1915 р., т. 16
- Александр Александрович Русов: его общественная и литературно-научная деятельность на Украине и для Украины. — Укр. жизнь, 1916 г., № 1, с. 33 — ; № 3, с. 14.
- Национализация школы в Украине // Киев. мысль. 1917. 23 марта;
- Загальні принципи українського правопису. К., 1917;
- Вопрос о преподавании на украинском языке // Киев. мысль. 1917. 28 апреля;
- Руководство для изучения украинского языка в русских школах. К., 1918;
- Нові матеріали для історії початків української літератури XIX віку. К., 1918;
- Старогромадська бібліотека в Києві // Книжк. вісн. 1919. № 1 (опубліковано в день розстрілу Науменка);
- В чім моя провинність з педагогічного боку // ІР НБУВ. Ф. 2, № 4366, арк. 1-7;
- Элементарный диктант: Учебник // ІР НБУВ. Ф. 1. № 876;
- Лекції з методики викладання російської мови // ІР НБУВ. Ф. 1. № 871;
- Материалы по реформе средней школы // ІР НБУВ. Ф. 1. № 636;
- О значении художественных отрывков в хрестоматиях школьного возраста и о приёмах чтения их // ІР НБУВ. Ф. 1. № 674, арк. 1-7;
- Питання про освіту // ІР НБУВ. Ф. 1. № 880;
- Программа преподавания предмета русского языка // ІР НБУВ. Ф. 1. № 632;
- Тетрадь по специальной методике русского языка // ІР НБУВ. Ф. 1. № 873;
- Фонетические особенности малорусской речи // ІР НБУВ. Ф. 1. № 676;
- Школа в обновляющейся России // ІР НБУВ. Ф. 2. № 635.

## Вшанування пам'яті
В Києві існує вулиця Володимира Науменка.